# Sveriges Cirkusmuseum

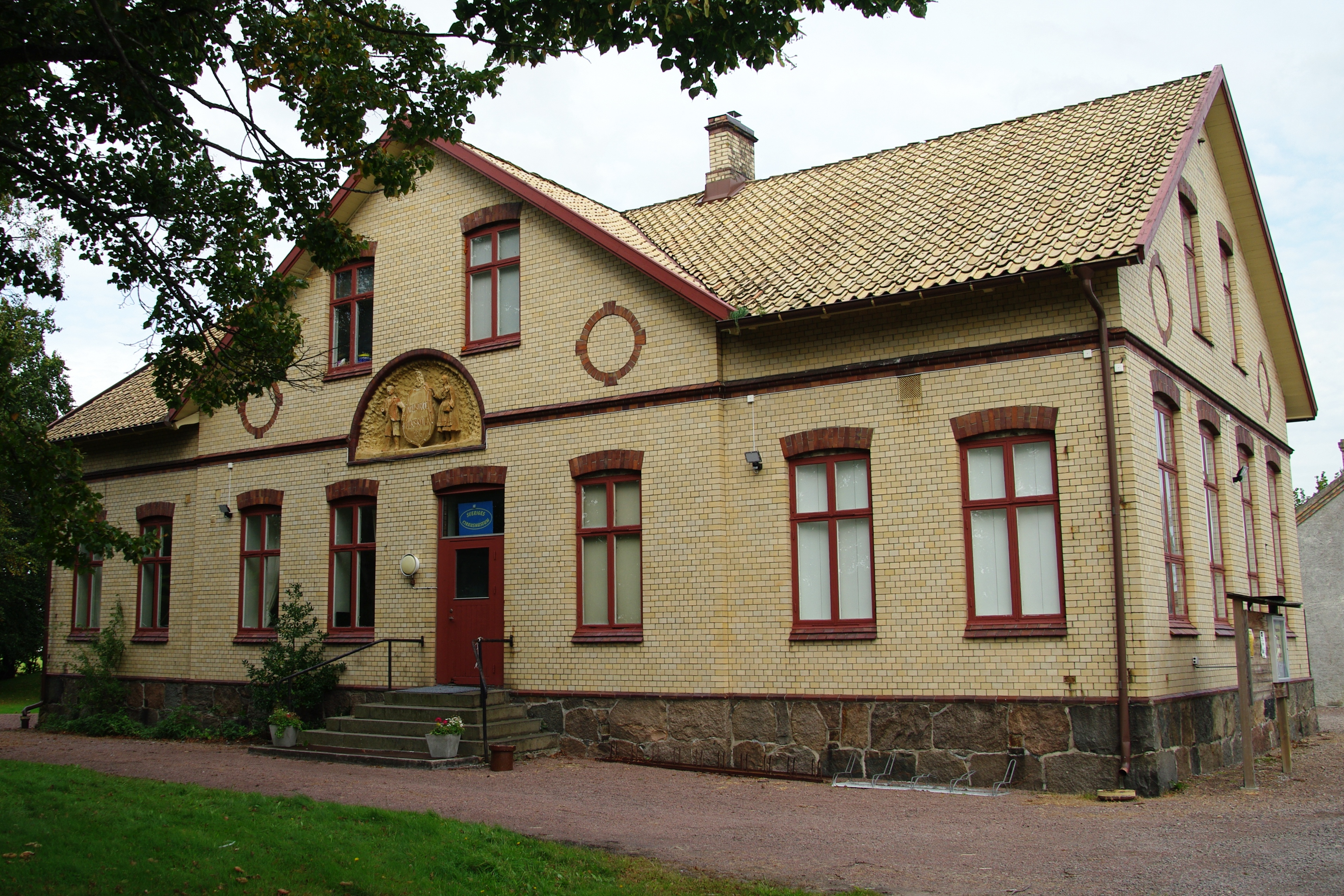
Sveriges cirkusmuseum – inrymt i Ingelsträdes gamla folkskola. Höganäs.

Sveriges Cirkusmuseum öppnades 2007 i Ingelsträde utanför Höganäs. Initiativtagare och handhavare är Max Carling, cirkusartist och musiker. Museet är inrymt i den gamla byskolan och visar bland annat rekvisita som insamlats av Cirkusakademien i Stockholm under en 30-årsperiod.